# James Parrott

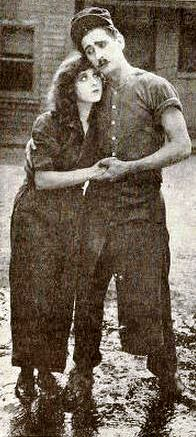
James Parrott mit Jobyna Ralston in einem Szenenbild zum Film The White Blacksmith (1922)

James Gibbons Parrott (* 2. August 1897 in Baltimore, Maryland; † 10. Mai 1939 in Los Angeles, Kalifornien) war ein US-amerikanischer Schauspieler, Filmregisseur und Drehbuchautor.

## Leben
James Parrott wuchs in ärmlichen Verhältnissen auf, sein Vater starb bereits im Jahre 1903 an einem Herzinfarkt. Schon in jungen Jahren verließ er die Schule, er trieb sich mit Straßengangs in Baltimore herum, übernahm aber auch verschiedene Jobs, um die schwierige Finanzlage seiner Familie zu verbessern. Er versuchte sich bei einigen Vaudeville-Shows als Sänger und Komiker. Sein fünf Jahre älterer Bruder Charley Chase hatte sich inzwischen als Komiker und Filmemacher in Hollywood durchgesetzt. Die Verbindungen seines Bruders brachten auch James ins Schauspielgeschäft und 1917 machte er sein Filmdebüt in der stummen Kurzfilm-Komödie An Aerial Joy Ride. Der vor allem bei Produzent Hal Roach beschäftigte Parrott spielte unter anderem Nebenrollen an der Seite von Stan Laurel, Harold Lloyd und seinem Bruder Charley. 1919 drehte er gemeinsam mit Komiker Sidney Smith eine Reihe von Komödien, die auf Auto- und Rennfahr-Gags spezialisiert waren, darunter An Auto Nut (1919).
Ab Anfang der 1920er-Jahre führte Parrott regelmäßig Regie; zudem erhielt er seine eigene Reihe von zehnminütigen Kurzfilm-Komödien, in denen er meist unter dem Künstlernamen Paul Parrott auftrat. Insgesamt erschienen bis 1926 über 60 Kurzfilme, in denen er den liebenswerten Hauptdarsteller mimte. Filme wie Post No Bills oder The Uncovered Wagon (beide 1923) befanden sich qualitativ auf Augenhöhe mit den Werken seines Bruders aus dessen Experimentierphase (1924; tatsächlich wird James bzw. Paul aufgrund der Ähnlichkeit zu seinem Bruder auch heute noch häufig mit Charley Chase verwechselt). Ihren erinnernswertesten gemeinsamen Auftritt hatten die Brüder in Chases Sittin' Pretty (1924), in dem sie gemeinsam einen „Spiegeltanz“ aufführten. Anfälle von Epilepsie machten Parrott allerdings zu schaffen und gesundheitliche Probleme gelten als Mitgrund dafür, dass seine Filmreihe trotz kommerziellen Erfolges nicht fortgesetzt wurde. Ab 1926 konzentrierte sich Parrott vor allem auf seine Arbeit als Regisseur und Drehbuchautor bei den Hal Roach Studios; er war etwa für Filme mit Clyde Cook, Glenn Tryon, Lillian Rich und seinem Bruder Charley verantwortlich. Seit 1928 führte er bei zahlreichen Filmen des Komikerduos Laurel und Hardy Regie, die seine heute noch bekanntesten Filme darstellen. 1931 führte Parrott bei Hinter Schloss und Riegel Regie, dem ersten abendfüllenden Spielfilm des Komikerduos. 1932 drehten sie den gefeierten Kurzfilm Der zermürbende Klaviertransport, welcher einen Oscar als Bester Kurzfilm erhielt.
Obwohl viele der von ihm gedrehten Laurel-und-Hardy-Filme als überdurchschnittlich galten und er selbst als „einfallsreicher Geist“ beschrieben wurde, erhielt er ab 1933 zunehmend weniger Engagements als Regisseur. Als Grund dafür gelten Alkoholismus und Drogen- und Medikamentensucht, letztere musste er wegen seiner Epilepsie einnehmen. Zu seinen letzten Regiearbeiten zählen die Kleine-Strolche-Komödie Washee Ironee (1934) sowie mehrere Komödien mit Thelma Todd und Patsy Kelly. Nach 1935 war Parrott, der wegen seiner Sucht als unzuverlässig galt, nur noch Drehbuchautor. Er konnte sich finanziell kaum noch über Wasser halten und musste von seinem Bruder unterstützt werden. Parrott arbeitete zuletzt als Gagschreiber bei einigen B-Movies sowie mehreren Laurel-und-Hardy-Spielfilmen, Stan Laurel soll ihm letztere Beschäftigung verschafft haben. Im Mai 1939 starb er mit nur 41 Jahren an Herzversagen, er hinterließ seine Frau Ruby Ellen McCoy, mit der er seit 1937 verheiratet war. Sein Bruder Charley soll über seinen Tod schwer bestürzt gewesen sein und starb nur ein Jahr später.

## Filmografie (Auswahl)

### Als Schauspieler
- 1917: An Aerial Joy Ride
- 1918: Just Rambling Along
- 1918: Gussie mit den zwei Pistolen (Two Gun-Gussie)
- 1919: Hustling for Health
- 1919: Ask Father
- 1919: A Sammy in Sibiria
- 1919: Er als Mr. Jazz (Young Mr. Jazz)
- 1921: Big Town Ideas (Langfilm)
- 1922: The Gulf Bug
- 1923: The Uncovered Wagon
- 1925: The Caretaker’s Daughter
- 1926: The Old War-Horse
- 1931: Hinter Schloss und Riegel (Pardon Us)
- 1934: Die kleinen Strolche: Washee Ironee

### Als Regisseur
- 1920: Open the Bars
- 1921: The Pickaninny
- 1922: Mixed Nuts
- 1925: Should Sailors Marry?
- 1926: On the Front Page
- 1927: Now I’ll Tell One
- 1927: Fluttering Hearts
- 1928: Their Purple Moment
- 1928: Should Married Men Go Home?
- 1928: Habeas Corpus
- 1928: Zwei Matrosen (Two Tars)
- 1929: The Hoose-Gow
- 1929: They Go Boom
- 1929: Eine Landpartie (Perfect Day)
- 1929: Unschuldig hinter Gittern (The Hoose-Gow)
- 1930: Gib mir den Hammer (Night Owls)
- 1930: Wohnungsagenten (Another Fine Mess)
- 1930: Glückliche Kindheit (Brats)
- 1930: Unter Null (Below Zero)
- 1930: Angeheitert (Blotto)
- 1930: Ohne Furcht und Tadel (The Laurel and Hardy Murder Case)
- 1930: Panik auf der Leiter (Hog Wild)
- 1931: Hinter Schloss und Riegel (Pardon Us)
- 1932: Der zermürbende Klaviertransport (The Music Box)
- 1932: The Chimp
- 1932: Gehen vor Anker (Any Old Port!) (uncredited)
- 1932: Hilfreiche Hände (Helpmates)
- 1932: Im Krankenhaus (County Hospital)
- 1933: Twice Too
- 1934: Die kleinen Strolche: Washee Ironee
- 1935: Do Your Stuff

### Als Drehbuchautor
- 1926: Wandering Papas
- 1926: Say It with Babies
- 1926: Along Came Auntie
- 1926: Get 'Em Young
- 1926: On the Front Page
- 1936: Das Mädel aus dem Böhmerwald (The Bohemian Girl)
- 1937: Zwei ritten nach Texas (Way Out West)
- 1938: Als Salontiroler (Swiss Miss)
- 1938: Die Klotzköpfe (Blockheads)
- 1940: In Oxford (A Chump at Oxford)